# Lyzeum Schomburg
Das Gebäude Lyzeum Schomburg (heute  Polizeirevier Steintor) in Bremen, Stadtteil Östliche Vorstadt, Ortsteil Peterswerder, Hoyaer Straße 11 am Brommy-Platz, entstand 1914 nach Plänen von Hermann Basselmann. Es ist heute das Polizeirevier Steintor.
Das  Gebäude steht seit 1984 unter Bremer Denkmalschutz.

## Geschichte
Die Reformpädagogin Anna Schomburg gründete 1909  eine private, höhere Schule in Bremen, Hamburger Straße Nr. 8. Sie erhielt die staatlichen Konzessionen für die Einrichtung einer Mittelschule und einer Oberstufe für Mädchen. Bis 1914 konnte sie ein neues Schulgebäude für die Mittelstufe realisieren.

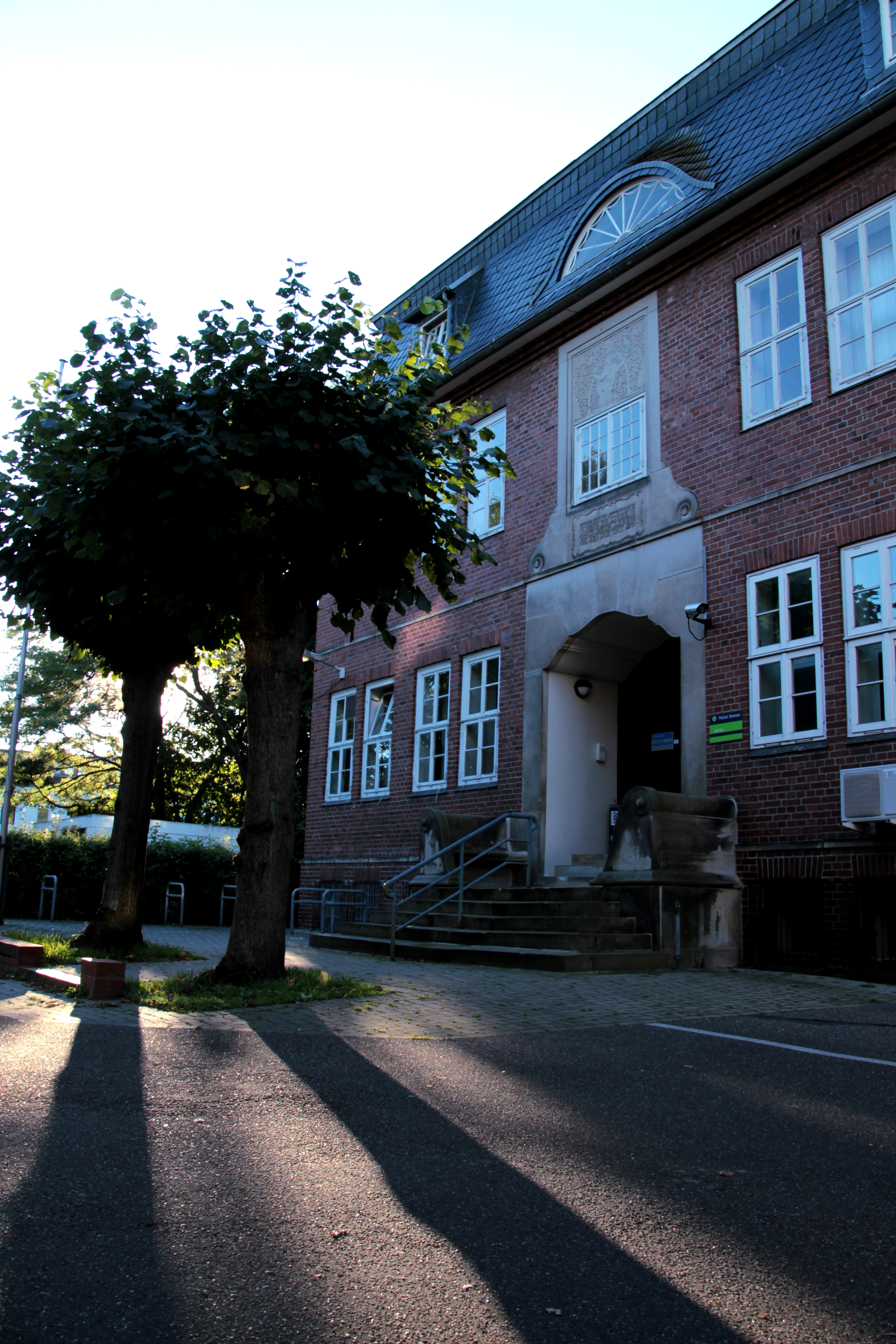
Lyzeum Schomburg

Das verklinkerte, zweigeschossigen, 12-achsige Gebäude mit einem Mansarddach wurden in der Epoche der Jahrhundertwende erbaut.
Die Zahl der Schüler stieg auf rund 400. 1921 erhielt die Schule als Lyzeum ihre Anerkennung. 1924 wurden die privaten höheren Mädchenschulen, so auch ihre Schule, von Bremen übernommen. Bis 1928 sank die Schülerzahl auf 183. Englisch löste 1928 Französisch als erste Fremdsprache ab. 

Anna Schomburg leitete die Schule bis 1938. Ihr Bruder Dr. Dietrich Schomburg, seit um 1912 Lehrer an der Schomburg-Schule, gehörte als Studienrat von 1929 bis 1939 der Direktion der Schule an und er Leitete sie von 1939 bis 1945; er wurde als Schulleiter entlassen.

1938 erhielt das Staatliches Lyzeum Schomburg die Bezeichnung Schomburg-Scule, Oberschule für Mädchen. 1939 belegten das Schulgebäude Sicherheits- und Hilfsdienste und der Schulunterricht wurde zur Schule an der  Hamburger Straße verlegt.
1946 wurde die Schule mit der Jansonschule vereinigt, die bis 1952 hier und an der Schule an der  Hamburger Straße unterrichtete. Nach 1952 bis in die 1970er Jahre war sie die Sonderschule am Brommyplatz.
Danach erfolgte die Belegung mit dem  Polizeirevier 11 der Bremer Polizei; heute Polizeirevier Steintor, zuständig für die Ortsteile Peterswerder, Fesenfeld, Hulsberg, Steintor und das vordere Hastedt mit um die 30.000 Einwohnern.
Das Gebäude wurde am 28. Januar 2020 Ziel eines Brandanschlages, weshalb das Polizeirevier wegen Renovierungsarbeiten bis zum 24. Juni 2021 geschlossen war.